# Вајтвотер (Висконсин)
Вајтвотер (енгл. Whitewater) град је у америчкој савезној држави Висконсин.

## Демографија
По попису из 2010. године број становника је 14.390, што је 953 (7,1%) становника више него 2000. године.
| Група             | 2000.          | 2010.          |
| Белци             | 11.932 (88,8%) | 12.009 (83,5%) |
| Афроамериканци    | 315 (2,3%)     | 505 (3,5%)     |
| Азијати           | 197 (1,5%)     | 280 (1,9%)     |
| Хиспаноамериканци | 873 (6,5%)     | 1.372 (9,5%)   |
| Укупно            | 13.437         | 14.390         |